# BookTube
BookTube ist eine buchspezifische Untergruppe der YouTube-Community. Die BookTube-Community hat bis heute Hunderttausende Zuschauer weltweit erreicht. Während sich die meisten BookTuber auf Jugendliteratur konzentrieren, beschäftigen sich viele auch mit anderen Genres. BookTube-Videos folgen im Allgemeinen auch einer Reihe von Formaten und stützen sich oft auf die breitere „buchmäßige“ Kultur und das Lexikon. BookTube wird häufig zur Werbung für neue Veröffentlichungen genutzt und gilt als Wachstumsquelle für die Verlagsbranche.

## Hintergrund
Obwohl es keinen genauen Ursprung gibt, begann die BookTube-Community etwa im Jahr 2010 und wuchs in den 2010er Jahren exponentiell. Christine Riccio (PolenBananasBooks) wird oft als Pionierin von BookTube bezeichnet und war eine der ersten BookTuberinnen, die eine große Fangemeinde gewann. Heutzutage haben viele Kanäle Tausende (und manchmal Hunderttausende) Abonnenten. BookTube-Kanäle gibt es weltweit unter anderem in Englisch, Deutsch, Portugiesisch, Italienisch, Französisch und Spanisch. BookTuber erstellen oft Videos, in denen sie rezensieren und diskutieren Jugendliteratur, aber auch andere Genres, wie Klassiker, Science-Fiction, Fantasy, Literarische Fiktion, Kinderliteratur, Comics, Romantik, und Sachtexte, sind ebenfalls vertreten. Zu den derzeit am meisten abonnierten BookTuber gehört Bel Rodrigues (belrodrigues), Jack Edwards (Jack Edwards), Isabella Lubrano (Ler Antes de Morrer), Tatiana Feltrin (tatianagfeltrin), Cindy Pham (withcindy), Hannah Azerang (A Clockwork Reader), Pam Gonçalves (PamGonçalves), Ariel Bissett (ArielBissett), Christine Riccio (PolandBananasBooks), Kat O’Keefe (katytastic), Clau R. (ClauReadsBooks), Dakota Warren (Dakota Warren), Carley Thorne (uncarley), und Jesse George (Jesse the Reader).

## BookTube und die Verlagsbranche
Social-Media-Berater sehen in der BookTube-Community eine potenzielle Umsatzwachstumsquelle für Verlage. Ungefähr zum Zeitpunkt ihrer Gründung begannen die Verleger selbst, in die BookTube-Community einzudringen. Seitdem machen sie Werbung mit Buchtrailern, Verträgen mit bestehenden BookTubers und ihrer eigenen BookTube-Webserie wie PaperCuts oder Book Studio 16. Dennoch nutzen Verlage häufig unabhängige BookTuber, um ihre Bücher durch Mundpropaganda zu bewerben, in der Regel durch die Bereitstellung von ARCs (Advanced Reader Copies). Oft werden diese ARCs mit anderem Merchandise ausgeliefert, die den Hype um die Veröffentlichung steigern sollen. Die meisten dieser ARCs werden von den „Big Five“-Verlagen gesendet: Hachette, Harper-Collins, MacMillan, Penguin Random House und Simon-Schuster. Das bedeutet, dass ein Buch oft von der BookTube-Community mehrfach rezensiert wird.

## Arten von Videos

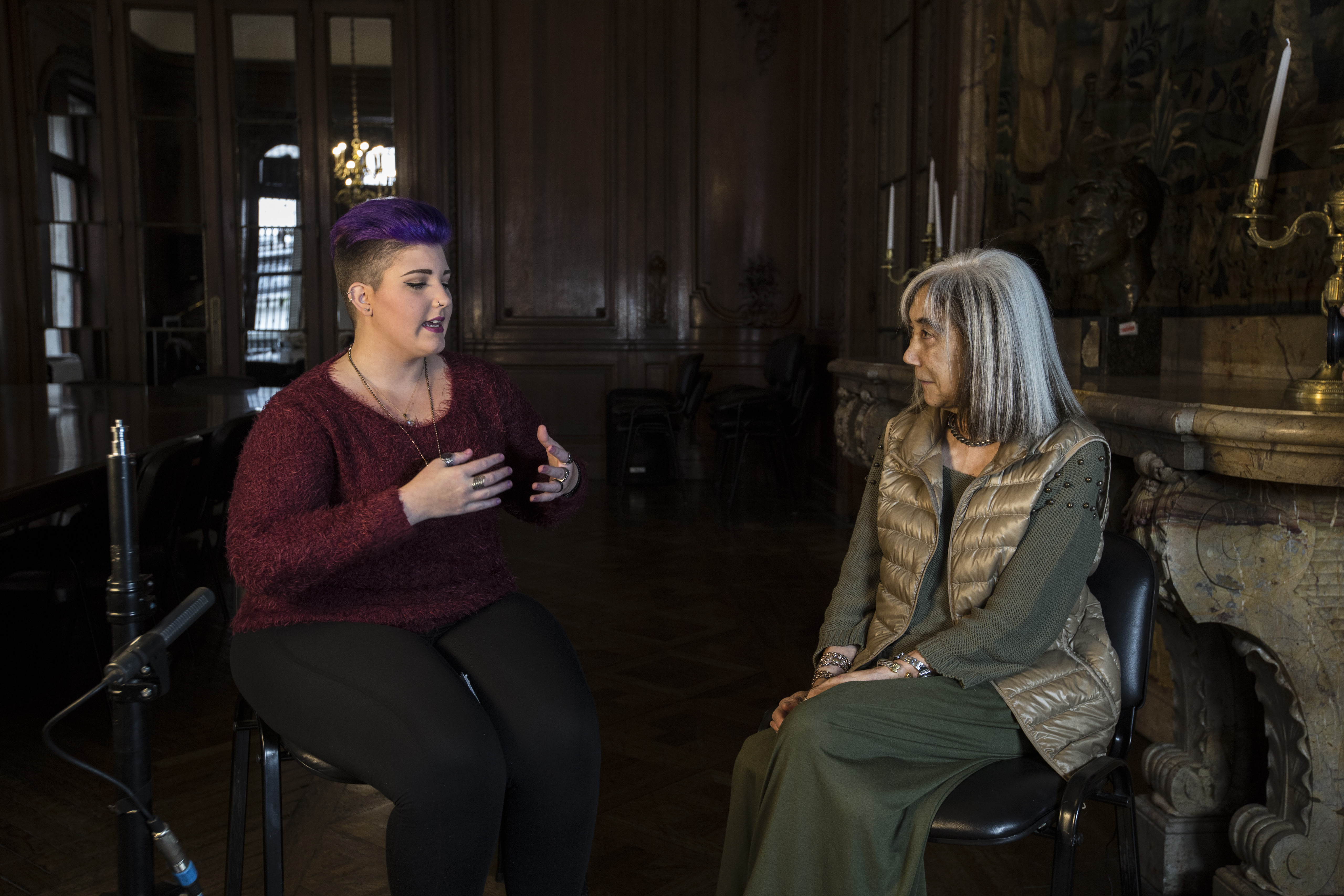
BookTuber Juli Ferraro interviewt María Kodama, Ehefrau des Schriftstellers Jorge Luis Borges, in einer Feier zum Tag des Lesers.

Es gibt verschiedene Arten von Videos, die BookTubers filmen. Bei einigen handelt es sich um Rezensionen, mit oder ohne Spoiler, die detailliert beschreiben, was BookTuber an bestimmten Büchern gefiel oder nicht mochte. BookTuber rezensieren häufig Advanced Reader Copies (ARCs), die von Buchverlagen bereitgestellt werden, die möglicherweise durch Mundpropaganda werben möchten. BookTuber erstellen auch Haul-Videos, in denen sie ihre Käufe nach einem Ausflug in die Buchhandlung besprechen oder einen Überblick über die Bücher geben, die sie in einem bestimmten Zeitraum gekauft haben. Umgekehrt handelt es sich bei Unhaul-Videos um Videos, in denen BookTuber über alle Bücher sprechen, die sie aus ihrer Sammlung entfernen.
Andere gängige Arten von Videos sind:
- Bücherregaltouren, bei denen BookTuber dem Betrachter ihre Bücherregale zeigen und in der Regel jedes einzelne Buch dabei beschreiben.[4]
- Readalongs, bei denen BookTuber ein Buch auswählen und ihr Publikum zum Mitmachen animieren.[4]
- TBR-Videos (to be read), in denen BookTuber auflisten, was sie in naher Zukunft lesen möchten.[4]
- Wrap-up, die Bücher auflisten, die der BookTuber in einem bestimmten Zeitraum, normalerweise einer Woche, einem Monat oder einem Jahr, gelesen hat.[4]
- Tag videos, diese bestehen aus einer Reihe von Fragen oder Herausforderungen zu einem Thema, auf die der BookTuber antwortet und die dann andere BookTuber mit der Beantwortung taggen.[4]
- Diskussionsvideos, die buchübergreifende Themen oder Probleme ansprechen, die in der BookTube-Community auftreten.[4]
- Kollaborationen, bei denen zwei oder mehr BookTuber an einem Video teilnehmen, oft ein Spiel spielen oder einen Tag machen.[3]
- Interviews mit Autoren.[4]
- Auspacken von Buch-Abo-Boxen wie z. B. Book of the Month, OwlCrate, FairyLoot, oder LitJoy.[15]

## Traditionen und Kultur

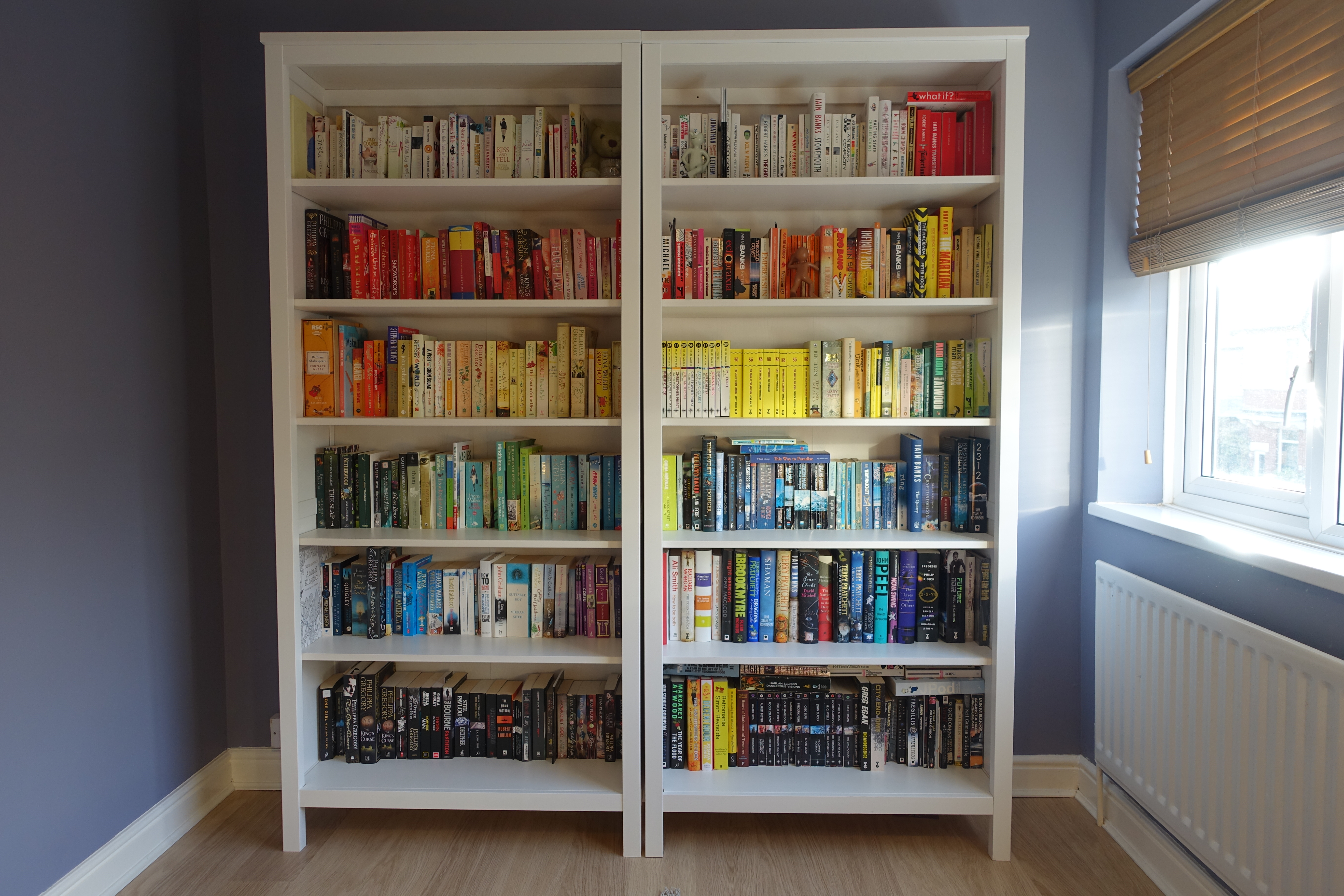
Ein klassisches Regenbogenregal ist ein fester Bestandteil der Buchliebhaber-Community und dient auch als beliebter BookTube-Hintergrund.

BookTube wird oft als eine Gemeinschaft von Videomachern und -anschauern mit einer eigenen Kultur betrachtet und nicht als eine Sammlung unterschiedlicher Videos.
Es gibt ein gemeinsames Vokabular (das größtenteils aus der breiteren Büchergemeinschaft stammt), Intertextualität (wobei BookTuber auf andere BookTuber reagieren und antworten), gemeinsame Traditionen und einige weitgehend gemeinsame Werte.

### Wortschatz
- Bookternet: das Netzwerk buch- und lesebezogener Internet-Enklaven, darunter Buchblogger,[16] Buchpodcasts,[17] BookTube, Bookstagram,[18] BookTok, Goodreads, and Reblog Bookclub.[19] Content creators in this space are sometimes referred to as Bookfluencers.[20]
- TBR: to be read (zu gelesen werden). Diese Bücher können: das nächste Buch was ein BookTuber lesen wird, alle ungelesenen Bücher die ein BookTuber besitzt, oder Bücher die ein BookTuber lesen will.[4]
- DNF: did not finish (nicht fertig gelesen). Ein Buch, welches ein BookTuber entschieden hat nicht zu beenden.[21]
- Shelfie: ein „selfie“, oder Foto, von einem Bücherregal. Meist sind shelfies speziell organisiert in einem bestimmten Thema.[22]
- ARC (ELK): advanced reader copy (erweitertes Leserexemplar). Ein nicht zum Verkauf bestimmtes Exemplar eines noch zu veröffentlichenden Buches kostenlos vom Verlag zu Werbezwecken. Das Ziel davon ist es, ein Buch durch Mundpropaganda zu vermarkten. Auch bekannt als advanced reader edition (erweiterte Leseredition) oder ARE (ELE).[21]
- Leseeinbruch: ein Zeitraum, in dem einen BookTuber die Motivation zum Lesen fehlt oder in dem das Lesen viel langsamer als gewöhnlich ist.
- Ship, Shipping: eine Beziehung zwischen fiktiven Charakteren unterstützen/befürworten.[23]

### Traditionen
- Readathon: eine Veranstaltung, bei der die Teilnehmer über einen definierten Zeitraum gemeinsam lesen.
- Shout outs: wo BookTubers in ihren Videos andere BookTube-Kanäle empfehlen.
- NaNoWriMo: Viele BookTuber, die auch begeisterte Schriftsteller sind, neigen dazu, an dieser Herausforderung teilzunehmen, bei der man im November versucht, einen Roman mit 50.000 Wörtern zu schreiben.
- Read-alongs (Mitlesungen): Dabei liest ein BookTuber eine bestimmte Menge eines Buches pro Woche, damit die Zuschauer mitlesen und Diskussionen anregen können.

Ein Großteil von BookTube und seiner Kultur überschneidet sich mit der breiteren YouTube-Autoren-Community. Es ist üblich, dass BookTuber auch Autoren sind und ihre Videos Schreibtipps oder Autorenprotokolle enthalten können. Einzelne BookTuber haben Einfluss auf die Community gehabt, indem sie ihre eigenen Bücher auf ihrem Kanal schreiben, veröffentlichen und bewerben.

## Finanzielle Aspekte
BookTuber mit einer großen Fangemeinde verdienen Einnahmen mit den Videos, die sie erstellen. Durch Monetarisierung, Affiliate-Links und Sponsoring verdienen BookTuber Geld direkt mit ihren Aufrufen und Abonnenten. Es wird zwar Geld eingebracht, es wird aber auch darauf hingewiesen, dass es neben BookTube auch einen Konsumismus gibt. Populären Autoren wird zugeschrieben, dass es einen Druck gibt, volle, wunderschöne Bücherregale zu haben, ohne sich Gedanken über die Anzahl der Bücher zu machen, die tatsächlich gelesen werden.

## Diversität von BookTube
Aufgrund des YouTube-Algorithmus erzielen schwarze YouTuber im Vergleich zu ihren weißen Kollegen weniger Aufrufe und weniger Abonnenten. Um auf diesen Mangel an Vielfalt aufmerksam zu machen, erstellen engagierte BookTuber Videos, in denen sie das Problem hervorheben und Möglichkeiten zur Bekämpfung diskutieren. Die Autoren machen auf diesen Mangel an Vielfalt in der Verlagsbranche auch aufmerksam, indem sie ihre Videos auf Bücher konzentrieren oder nur Bücher lesen, die marginalisierte Gruppen repräsentieren.